# Carbonatazione
La carbonatazione è un processo chimico, naturale o artificiale, per cui una sostanza, in presenza di anidride carbonica, dà luogo alla formazione di carbonati.
Tale fenomeno è frequente nei materiali edili come i leganti (cemento, calce, ecc.) dove l'idrossido di calcio, naturalmente presente in essi, reagisce con l'anidride carbonica con conseguente formazione di carbonato di calcio secondo la seguente reazione:
- Ca(OH)2 +CO2 → CaCO3 +H2O

La carbonatazione può avere effetti positivi o negativi.

## Carbonatazione della calce
Nel caso della malta di calce aerea la carbonatazione ha un effetto positivo.
Questa esposta all'aria, inizialmente perde per evaporazione una parte dell'acqua di impasto facendo presa, in seguito entrando in contatto con l'anidride carbonica atmosferica. Quest’ultima reagisce con l'idrossido di calcio contenuto nella calce dando origine a carbonato di calcio secondo la seguente reazione:
- Ca(OH)2 +CO2 → CaCO3 +H2O

Il carbonato di calcio insolubile salda fra loro gli inerti (sabbia) della malta che in tal modo indurisce e acquista una discreta resistenza a compressione.Tale fenomeno è alla base della tecnica di pittura murale chiamata affresco.

## Carbonatazione del calcestruzzo

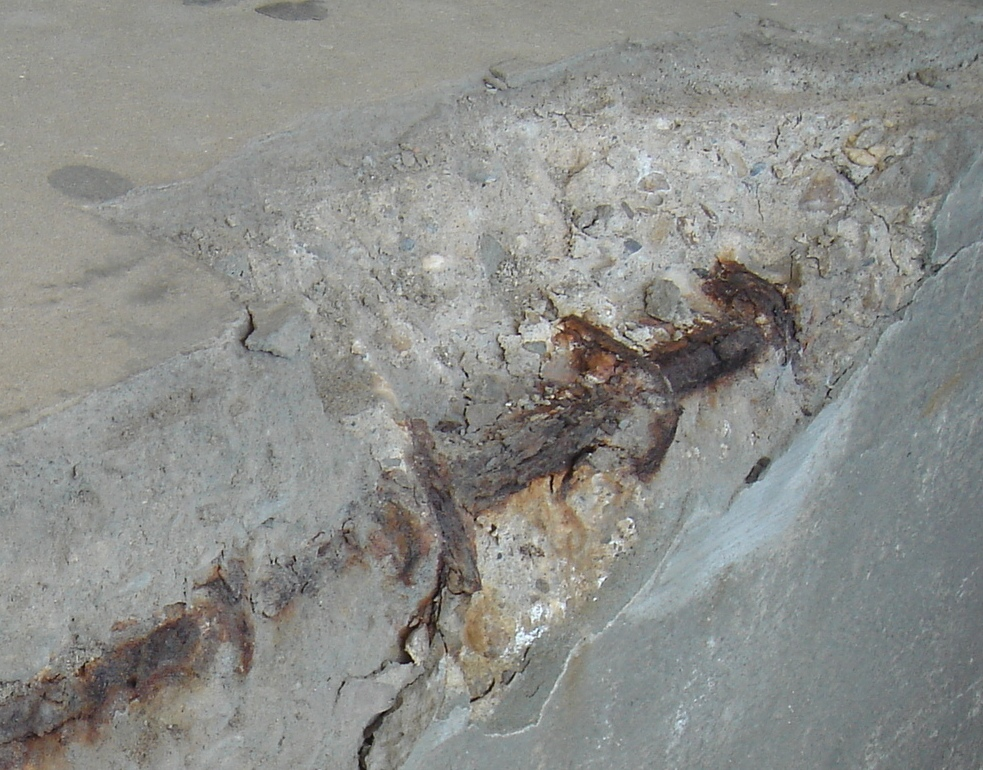
Effetto spalling:
esposizione e corrosione del ferro

Nel calcestruzzo armato la carbonatazione ha un effetto negativo e rappresenta una delle principali cause di degrado del materiale.
In realtà questo fenomeno non è pericoloso per il calcestruzzo non armato, poiché non provoca danni di tipo meccanico e chimico (anzi riduce la porosità del conglomerato e può portare ad un aumento della resistenza meccanica specialmente nel caso di calcestruzzi ottenuti con cemento portland), né danneggia direttamente i ferri di armatura del calcestruzzo armato; tuttavia, in questo caso, la carbonatazione crea le condizioni favorevoli all'innesco della corrosione delle barre di armatura.
Infatti, l'idratazione del cemento produce una certa quantità di idrossido di calcio.
La presenza di Ca(OH)2 fa sì che il pH del calcestruzzo giovane sia di circa 12,5÷13.
In questo ambiente fortemente alcalino (campo di immunità del ferro) il film di ossidi che ricopre le armature risulta compatto e aderente alla superficie del tondino, per cui i ferri di armatura risultano passivati.
Infatti, in questo caso la patina di ossido impedisce sia all'ossigeno che all'umidità di arrivare a contatto con il metallo trasformandolo in ruggine.
Quando però l'anidride carbonica dell'aria riesce a diffondersi dall'esterno nei pori della pietra cementizia si innesca il processo di carbonatazione che modifica le proprietà alcaline del conglomerato cementizio poiché la conseguente riduzione dell'idrossido di calcio, determina un abbassamento del pH della pasta cementizia (per un calcestruzzo completamente carbonatato, scende a circa 8,5).
L'abbassamento del pH avviene prima nelle zone corticali del materiale e solo successivamente in quelle più interne in funzione della porosità e/o del grado fessurativo del calcestruzzo.
Nei calcestruzzi densi e compatti la carbonatazione interessa di norma solamente i primi millimetri, ma in quelli porosi e/o fessurati può penetrare in profondità fino ad attraversare il copriferro e raggiungere le armature.
Se lo strato carbonatato arriva ad interessare il calcestruzzo che avvolge le armature, con l'abbassamento del pH va perduta la protezione anticorrosiva della pasta cementizia e pertanto il ferro d'armatura non è più passivato e in presenza di umidità e ossigeno si ossida e si corrode, con conseguente formazione di ruggine.
La corrosione dei ferri si manifesta con la comparsa inizialmente di macchie di ruggine in corrispondenza delle fessure, successivamente tali fessure nel tempo aumenteranno la loro ampiezza e infine si potrà avere il distacco del copriferro per i motivi di seguito riportati.
La corrosione presenta i seguenti fenomeni degradanti:
- il primo, il più pericoloso, riguarda la diminuzione della sezione resistente del tondino con conseguente riduzione del suo carico portante e della sua resistenza a fatica;
- il secondo comporta la fessurazione del copriferro con conseguente espulsione locale del copriferro (cricca o spalling se l'espulsione è angolare) o totale delaminazione (quando l'effetto dirompente interessa più ferri vicini); questo avviene quando le tensioni che si generano nel calcestruzzo a causa dei fenomeni espansivi che accompagnano la formazione della ruggine, superano la resistenza a trazione del materiale. Naturalmente l'espulsione del copriferro provoca la completa esposizione dei ferri all'azione aggressiva dell'ambiente che viene pertanto accelerata;
- il terzo comporta la riduzione di aderenza acciaio - calcestruzzo che può addirittura causare la perdita di ancoraggio con gravissime conseguenze;
- il quarto, che interessa solo acciai ad elevato limite di snervamento (acciai armonici), comporta cedimenti improvvisi per infragilimento da idrogeno.

In ambienti marini o in presenza di sali disgelanti, gli ioni cloro Cl- che grazie alla loro elevata solubilità riescono a penetrare facilmente nel calcestruzzo, anche con pH elevati (> 9) possono dissolvere localmente (nelle zone dove è maggiore la concentrazione di ioni cloruro) il film alcalino che protegge le armature innescando una corrosione localizzata (corrosione per pitting o vaiolatura) del metallo sottostante. 
La determinazione in cantiere dello strato carbonatato di un calcestruzzo, normalmente viene effettuata utilizzando una soluzione alcolica di fenolftaleina (test colorimetrico della fenolftaleina) che viene spruzzata sulla superficie di calcestruzzo da testare preventivamente messa a nudo mediante la rimozione del conglomerato sovrastante.
Il test colorimetrico della fenolftaleina può essere effettuato anche su carote di calcestruzzo prelevate da una membratura, spalmando la soluzione sulla superficie esterna della carota stessa subito dopo il suo prelievo (per evitare la carbonatazione per contatto diretto con l'aria).
Nelle zone a pH superiore a 9 (ricche di calce) la soluzione fa assumere alla matrice cementizia una colorazione rosastra tipica della fenolftaleina in ambiente basico, mentre lascia incolori quelle a pH inferiore (calcestruzzo carbonatato).
La prova deve essere effettuata subito dopo la rimozione del calcestruzzo sovrastante in quanto nel tempo lo strato superficiale del conglomerato tende a carbotanarsi a seguito del contatto con la CO2 presente nell'aria.
Al contrario del ferro, l'alluminio, che è un metallo anfotero, in presenza di acqua e di un ambiente alcalino (pH > 9) si corrode, mentre tale fenomeno non si presenta per pH compresi tra 4,5 e 9.
Nel caso di ambienti anidri i fenomeni corrosivi possono non manifestarsi anche per valori ricadenti al di fuori di detto intervallo
Pertanto nel calcestruzzo giovane l'alluminio si corrode rapidamente, e tale processo continua fino a che l'umidità del conglomerato indurito rimane alta, mentre nel calcestruzzo secco o carbonatato la corrosione è praticamente nulla.

### Andamento della penetrazione
La reazione di carbonatazione inizia sulla superficie esterna del calcestruzzo e poi inizia a propagarsi negli strati più interni.
L'andamento della penetrazione segue la seguente legge.
{\displaystyle s=K{\sqrt[{n}]{t}}}
dove:
- s è lo spessore dello strato carbonatato
- t è il tempo
- n è un coefficiente che dipende dalla porosità del conglomerato e vale 2 per calcestruzzi porosi (in questo caso la legge diventa {\displaystyle s={\sqrt {t}}} per cui l'andamento è parabolico) mentre è > 2 per quelli compatti
- K è un coefficiente che dipende dalle condizioni ambientali e in particolare dall'umidità relativa del calcestruzzo, dalla concentrazione della CO2 e dalla temperatura. Dipende anche da altri parametri come l'alcalinità e dalla impervietà del calcestruzzo, dal tipo e dalla quantità di cemento, dal grado di idratazione, dal rapporto a/c, dalla compattazione e dalla maturazione del getto.

### Principali parametri che influenzano il fenomeno

#### Umidità relativa
La cinetica del processo di carbonatazione varia con l'umidità del calcestruzzo (che è generalmente il parametro più importante che influenza la carbonatazione), per due motivi.
Anzitutto il trasporto dell'anidride carbonica all'interno del conglomerato ha luogo facilmente attraverso i pori riempiti d'aria mentre avviene molto più lentamente in quelli riempiti d'acqua.
Di conseguenza la velocità di diffusione della CO2 diminuisce al crescere dell'umidità relativa, più marcatamente al di sopra dell'80%) fino praticamente ad annullarsi in calcestruzzo saturo, pertanto quando il conglomerato è bagnato la penetrazione dell'anidride carbonica cessa.
D'altra parte la reazione di carbonatazione si produce soltanto in presenza di acqua per cui, di fatto per valori di umidità inferiori al 40% non avviene con velocità apprezzabili.
Per questi due motivi l'intervallo di umidità relativa entro il quale è maggiore la velocità di carbonatazione è compreso tra il 50 e 80%.

#### Tenore di anidride carbonica
Al crescere della concentrazione di CO2, la velocità di penetrazione del fronte carbonatato cresce, soprattutto fino a tenori pari a 3÷5%.

#### Temperatura
Gli aumenti di temperatura, a parità di altre condizioni e in particolare del tenore di umidità, fanno crescere la velocità di penetrazione.

#### Alcalinità del calcestruzzo
La capacità di un calcestruzzo di fissare la CO2 è proporzionale all'alcalinità presente nella sua pasta cementizia e quindi dipende linearmente dalla quantità di cemento utilizzato.
L'alcalinità dipende poi anche dal tipo di cemento, ad esempio nel Portland circa il 64% del peso di cemento è costituito da CaO mentre nei cementi d'altoforno (con il 70% di scoria) la percentuale di CaO scende al 44%.

#### Rapporto a/c
Il fenomeno della carbonatazione dipende dalla porosità e permeabilità del calcestruzzo il quale è funzione del rapporto a/c.
Per calcestruzzi di media qualità con rapporti a/c inferiori a 0,60 tale fenomeno è praticamente assente

### Rimedi
L'accorgimento principale è quello di ridurre il rapporto acqua/cemento.
In questo caso, il calcestruzzo idoneamente costipato e stagionato risulterà più compatto nella parte corticale e pertanto più impermeabile sia alla CO2 che agli altri agenti aggressivi e cioè l'acqua e l'ossigeno.
Un ulteriore accorgimento è quello di prevedere degli idonei spessori del copriferro.
Le UNI EN 1992-1-1, UNI EN 206 – 2006 e UNI 11104:2004, in merito al mantenimento del giusto grado di durabilità dei calcestruzzi con classi di esposizione XC, impongono dei vincoli proprio in merito a queste due grandezze.
Risulta più conveniente inoltre adottare cementi con un tipo di miscela diverso: la formazione di silicati idrati di calcio dovuti all'idratazione della loppa o della pozzolana, aggiunti a quelli prodotti durante l'idratazione del clinker di Portland, determina un sistema più ricco di materiale fibroso e quindi meno poroso e meno permeabile di un cemento Portland con uguale rapporto acqua/cemento.
Inoltre, a quanto sopra si aggiunge una minore quantità di calce rispetto a un equivalente cemento Portland, sia perché è minore il tenore di clinker, sia perché parte di questa reagisce con la pozzolana o la loppa, che comunque risulta sufficiente a rendere satura di idrossido di calcio l'acqua contenuta nei pori capillari e pertanto in grado di garantire alla matrice cementizia un pH (> 12) capace di passivare le armature.

## Carbonatazione del gesso
Anche i gessi possono subire la carbonatazione ad opera dell'anidride carbonica atmosferica, dove lo ione SO42- viene sostituito con lo ione CO32-.